# Сарка (Јаши)
Сарка (рум. Sârca) насеље је у Румунији у округу Јаши у општини Балцаци. Oпштина се налази на надморској висини од 91 m.

## Становништво
Према подацима из 2002. године у насељу је живело 1014 становника, од којих су сви румунске националности.